# Alån
De Alån is een rivier in het oosten van Zweden, stroomt daar door de provincie Norrbottens län, ontstaat bij het Slyträsket, dat is een meer in de gemeente Boden, komt net zoals veel andere rivieren in Zweden door een aantal andere meren, waarvan het Alträsket, Västmarkssjön, Vändträsket en Mockträsket het grootste zijn, komt veel door bos, komt bij Ersnäs in de gemeente Luleå in de Botnische Golf uit, is ongeveer 70 kilometer lang en heeft een stroomgebied van 592 km².
Norrån, Sörån en Vändträskån zijn plaatselijke namen voor een deel van de Alån.